# Parailurus
Genre
Parailurus est un genre de mammifères de la famille des Ailuridés.

## Classification
Le genre Parailurus est décrit par Max Schlosser en 1899.

### Sous-famille
Le genre Parailurus est classé dans la sous-famille des Ailurinae en 1980 Kurten and Anderson
puis dans la sous-famille des Procyonidae par Schlosser en 1899), Kurten en 1968 et par Carroll en 198); de nouveau dans la sous-famille des Ailurinae par Baskin en 1998 et dans la famille des Ailuridae par Wallace and Wang en 2004. 

## Liste d'espèces
Selon BioLib (8 mai 2019) :
- Parailurus anglicus (Dawkins, 1888) †
- Parailurus baikalicus Sotnikova, 2008 †
- Parailurus hungaricus Kormos, 1935 †

Selon Paleobiology Database (8 mai 2019) :
- Parailurus anglicus